# كورت شولتس
كورت شولتس (بالألمانية: Kurt Schulz)‏ (و. 1912 – 1957 م) هو مصور سينمائي، ومخرج أفلام، ومنتج أفلام ألماني، ولد في برلين، توفي في برلين، عن عمر يناهز 45 عاماً.

## وصلات خارجية
- كورت شولتز على موقع IMDb (الإنجليزية)
- كورت شولتز على موقع ألو سيني (الفرنسية)
- كورت شولتز على موقع أول موفي (الإنجليزية)
- كورت شولتز على موقع قاعدة بيانات الأفلام السويدية (السويدية)
- كورت شولتز على موقع قاعدة بيانات الفيلم (الإنجليزية)
- كورت شولتز على موقع كينوبويسك (الروسية)